# Московская диалектологическая комиссия

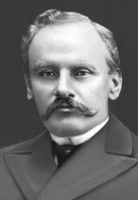
Шахматов А. А., один из основателей МДК

Моско́вская диалектологи́ческая коми́ссия (МДК; позднее — Постоянная комиссия по диалектологии русского языка) — объединение российских учёных (русистов и славистов) в единую организацию, учреждённую в 1903 году в Москве при Отделении русского языка и словесности Петербургской Академии наук и просуществовавшую до 1931 года. Базой для формирования МДК стал Кружок по изучению истории и диалектологии русского языка под руководством Ф. Е. Корша, значительную роль в создании комиссии сыграл академик А. А. Шахматов. Целью создания Московской диалектологической комиссии была работа в области диалектологии, основным её достижением явилось составление диалектологической карты русского языка (Н. Н. Дурново, Н. Н. Соколов, Д. Н. Ушаков, Опыт диалектологической карты русского языка в Европе с приложением Очерка русской диалектологии, 1915). С 1915 года председателем МДК становится один из её основателей Д. Н. Ушаков, занимавший этот пост вплоть до ликвидации комиссии в 1931 году.

## Научная деятельность
В Московской диалектологической комиссии с самого начала её формирования работали такие известные учёные как А. А. Шахматов, Н. Н. Дурново, Н. Н. Соколов, Д. Н. Ушаков, Е. Ф. Карский, И. Г. Голанов, Е. Ф. Будде, Д. В. Бубрих, О. Брок, В. И. Чернышёв и др. МДК занималась самой разнообразной научной деятельностью, в её рамках велась разработка методов диалектологических исследований (проекты программ, методики собирания и суммирования сведений о русских говорах), проходили обсуждения вопросов унификации транскрипции, обсуждения теоретических проблем диалектологии и лингвистической географии (понятие единства говора как языковой системы, вопросы о характере диалектных границ, о переходных говорах в отличие от смешанных и др.). Также комиссией были организованы экспедиции с целью изучения важнейших диалектных явлений и публикация собранных материалов (Труды Московской диалектологической комиссии, выпуски 1—8, 1908—19; Труды постоянной комиссии по диалектологии русского языка, выпуски 9—12, 1927—31). В Трудах Московской диалектологической комиссии и сборниках Отделения русского языка и словесности Академии наук было опубликовано несколько выдающихся описаний говоров различных областей России, сделанных учёными, учителями, просто диалектологами-любителями.
В 20‑х гг. на заседаниях МДК проходили обсуждения докладов, посвящённых проблемам диалектологии других языков, теоретическим вопросам фонологии и грамматики, праславянскому языку, славянской этимологии и др. С докладами на заседаниях МДК выступали А. И. Соболевский, А. М. Селищев, Г. А. Ильинский, Н. Ф. Яковлев, Е. Д. Поливанов, Р. О. Шор, Р. И. Аванесов и мн. др.

Диалектологическая карта русского языка в Европе

С 1918 года на заседаниях комиссии началось обсуждение вопроса по составлению диалектологического атласа русского языка, с середины 20-х гг. была начата его предварительная разработка, предполагалось первоначально составить атлас центральных областей, примыкавших к Москве. Но этой работе помешала занятость членов комиссии публикациями собранных материалов к диалектологической карте 1915 года, отсутствие своего штатного персонала, а в начале 30-х гг. МДК была ликвидирована.
При участии Московской диалектологической комиссии был создан Московский лингвистический кружок, с которым комиссия поддерживала постоянные контакты в 1915-1924 гг.

## Опыт диалектологической карты русского языка в Европе
Важнейшим этапом в деятельности МДК стала публикация в 1915 году Опыта диалектологической карты русского языка в Европе с приложением Очерка русской диалектологии Н. Н. Дурново, Н. Н. Соколова и Д. Н. Ушакова как итог огромной работы, проделанной большим числом русских учёных по собиранию диалектного материала и изучению диалектных явлений. На карте были впервые показаны территории распространения и диалектное членение трёх восточнославянских языков — русского, украинского и белорусского (называвшихся в традициях того времени великорусским, малорусским и белорусским наречиями русского языка). Эта работа на протяжении длительного времени была основой последующого диалектологического изучения и построения курсов русской диалектологии. При изучении современного состояния русских говоров, лингвисты обращаются к исследованиям, сделанным во времена Московской диалектологической комиссии, как к важному научному источнику, позволяющему судить об изменениях, произошедших в конкретных говорах, о языковых тенденциях, свойственных языку в целом. Также опыт создания диалектологической карты 1914 года был использован при построении современной группировки русских говоров в 1965 году.